# محرك بحث (حوسبة)

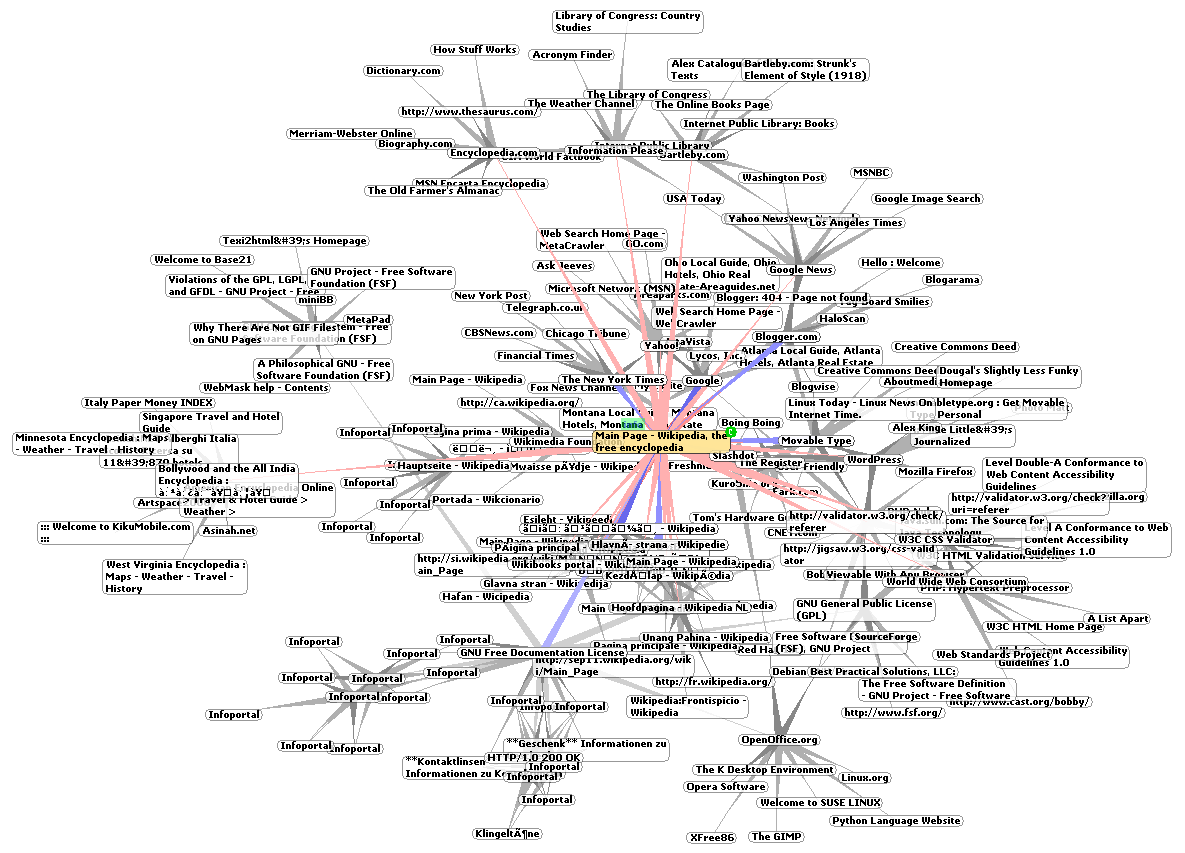

محرك البحث (بالإنجليزية: Search Engine)‏ هو نظام لاسترجاع المعلومات صمم للمساعدة على البحث عن المعلومات المخزنة على أي نظام حاسوبي. تعرض نتائج البحث عادة على شكل قائمة لأماكن تواجد المعلومات ومرتبة وفق معايير معينة. تسمح محركات البحث باختصار مدة البحث والتغلب على مشكلة أحجام البيانات المتصاعدة (إغراق معلوماتي).
يقوم محرك البحث بحل ثلاث مسائل هي:
- مقارنة الاستعلامات المعبرة عن حاجة المستشير مع المعلومات المخزنة ضمن النظام.
- تمثيل حاجة المستشير باستعلام يمكن مقارنته مع المعلومات المخزنة ضمن النظام.
- تقويم النتائج التي يعرضها النظام ومدى تلبيتها لحاجة المستشير.

أشهر محركات البحث هي تلك المستعملة على الشبكة العنكبوتية العالمية والتي تدعى محركات البحث على الويب.

## آليات عمل محركات البحث
توفر محركات البحث واجهة لمجموعة من العناصر التي تمكن المستخدمين من تحديد معايير حول عنصر الاهتمام وجعل محرك البحث يجد العناصر المطابقة. يشار إلى المعايير كاستعلام بحث. في حالة محركات البحث عن النص، يتم التعبير عن استعلام البحث عادةً كمجموعة من الكلمات التي تحدد المفهوم المطلوب الذي قد يحتويه واحد أو أكثر من المستندات. هناك العديد من أنماط بناء جملة استعلام البحث التي تختلف في الدقة. يمكنه أيضًا تبديل الأسماء داخل محركات البحث من المواقع السابقة. في حين أن بعض محركات البحث عن النص تتطلب من المستخدمين إدخال كلمتين أو ثلاث مفصولة بمسافة بيضاء، فقد تتيح محركات البحث الأخرى للمستخدمين تحديد المستندات والصور والأصوات وأشكال مختلفة من اللغة الطبيعية بأكملها. تطبق بعض محركات البحث تحسينات على استعلامات البحث لزيادة احتمالية توفير مجموعة نوعية من العناصر من خلال عملية تعرف باسم توسيع الاستعلام. يمكن استخدام طرق فهم الاستعلام كلغة توحيد الاستعلام.

## طالع أيضًا
- التلخيص التلقائي
- تكشيف آلي
- قائمة محركات البحث على الإنترنت
- محرك بحث وصفي
- تحسين محركات البحث
- البحث الدلالي
- فهرسة متعسفة
- SQL
- تنقيب في النصوص
- محرك بحث الفيديو
- محرك بحث (ويب)